# Chondrorhyncha macronyx
Chondrorhyncha macronyx är en orkidéart som beskrevs av Friedrich Fritz Wilhelm Ludwig Kraenzlin. Chondrorhyncha macronyx ingår i släktet Chondrorhyncha och familjen orkidéer.
Artens utbredningsområde är Colombia. Inga underarter finns listade i Catalogue of Life.